# إيبن ويلسون
إيبن ويلسون (بالإنجليزية: Eben Wilson)‏ هو لاعب كرة قدم أمريكية أمريكي، ولد في أغسطس 1869 في ميشيغان في الولايات المتحدة، وتوفي في 18 ديسمبر 1948.